# Канкаки (равнина)
Равнина Канкаки (англ. Kankakee Outwash Plain) — плоская зандровая равнина с вкраплениями песчаных дюн в долине реки Канкаки на северо-западе Индианы и на северо-востоке Иллинойса в США. Она находится к югу от морены Валпарейзо и была образована во время Висконсинского оледенения. Когда ледник, остановившийся в морене Валпарейзо, растаял, талая вода была перенесена на вымытую равнину. На южной стороне морены, где возвышение падает, талая вода размыла долины, унося с собой песок и грязь. Когда мутная талая вода достигла долины, где уклон уменьшился, вода замедлилась, отложив вымытый песок и создав гладкую, плоскую и песчаную равнину. До её осушения болото Канкаки, расположенное на вымытой равнине, было одним из крупнейших пресноводных болот в Соединённых Штатах.

## Ледниковая равнина
Болото Гранд-Канкаки (англ. Grand Kankakee Marsh) является результатом последнего ледникового периода. Ледниковый эпизод в Висконсине начался 70 000 лет назад и удалил все следы предыдущей ледниковой топографии. Лишь последние 3000 лет ледники оставили ту топографию, которая известна сегодня. Начиная примерно 15 000 лет назад долина Мичигана на севере и доля Гурона-Сагино на востоке отступили назад, оставив область, которая должна была стать долиной Канкаки, чистой ото льда. Начиная с 14 000 лет назад, голова ледника стояла вдоль линии, проходящей через середину округов Лейк, Портер и Лапорт. Таяние перестало опережать приход нового льда с севера. На протяжении тысячелетий ледник перемещал наземные камни и почву на юг, только чтобы высвободиться вдоль этого края льда, создавая гребень, который соответствовал передней части ледника. Это сформировало морену Валпарейзо.
Когда почва росла вдоль этого фронта, таяние весны и лета высвобождало большие объёмы воды, которая перемещала и сортировала почвы. К югу от ледникового фронта вода накапливалась быстрее, чем могла стечь, образуя ледниковое озеро Канкаки. Сегодня коренная порода скрыта глубоко под отложениями, оставленными ледниками, но она всё же сыграла свою роль в развитии рельефа земли. В Моменс, штат Иллинойс, известняковый хребет обнажился на поверхности. Здесь вся вода, стекающая с передней части ледника, должна была течь на запад, к югу от ледникового озера Канкаки морены ирокезов перекрыли все стоки. Может быть, немного, но он был выше, чем известняковый хребет. Между мореной Ирокез и хребтом Моменс собирались воды ледника.
Озёрные отложения — это отложения в озёрной воде, и только когда озеро осушается или земля поднимается, оно становится сушей. Большинство почв во всех округах, окружающих Канкаки, являются суглинистыми (до четверти глины, от четверти до половины ила, с менее чем половиной песка). Равнина вымывания покрыта песком с гравием, залегающим на всём протяжении. Преобладающие западные ветры стали относиться к берегам озера Канкаки, как к берегам озера Мичиган. Дюны начали формироваться вдоль южного и восточного побережья. Там, где остались ледяные глыбы, песок заполнил впадины. Стоки с морены Валпарейзо, ведущие в озеро, намыли горный хребет из песка. На юге ветрами построены дюны.
Поскольку объём воды уменьшился от таяния ледника на север, озеро медленно истощалось и заполнялось. Не имея возможности прорезать канал через известняковый хребет в Моменс, озеро Канкаки превратилось в 500 000 акров (200 000 га) водно-болотных угодий.
Внешняя граница морены Валпарейзо простирается от округа Портер на восток до Мичигана. Она состоит из обширной вымытой полости, имеет уклон к юго-востоку на расстояние от 13 км до 16 км, опускаясь с 236—240 м до 210 м над уровнем моря. Это гравийная равнина, которую рассекают Крукид-Крик (от англ. Crooked Creek — «извилистая речка») и Милл-Крик (от англ. Mill Creek — «мельничный ручей»).

## Место расположения
Равнина Канкаки находится в южной части морены Валпарейзо. Она простирается к западу от границы с Иллинойсом и Индианой около Моменс, штат Иллинойс, вдоль долины реки Канкаки к востоку по северо-восточной дуге в направлении Саут-Бенд. В округе Портер, штат Индиана, равнина начинает расширяться. Она простирается на юг от Валпарейзо до реки Канкаки, шириной почти 24 км. Двигаясь на восток, вымытая равнина в округе Лапорт простирается от автомагистрали I-80/90 до реки Канкаки вдоль линии округа Старк. По мере того, как равнина приближается к Саут-Бенд, она сжимается между мореной Валпарейзо, которая образует линию от юга Мичиган-Сити к Гранд-Рапидс, штат Мичиган, и равниной до от долины Сагино. Вдоль границы Мичигана и Индианы равнина вымывания образует полосу шириной от 16 до 24 км вдоль реки Сент-Джозеф. Вымытая равнина заканчивается в округе Лагрейндж, штат Индиана, к востоку от границы с округом Элкхарт. Внешняя окраина морены Валпарейзо от округа Портер простирается на восток до Мичигана. Она состоит из обширной вымытой полости. Склоны к юго-востоку на расстоянии от 13 км до 16 км, понижаясь с 236—240 м до 210 м над уровнем моря. Это гравийная равнина, которую рассекают Крукид-Крик (от англ. Crooked Creek — «извилистая речка») и Милл-Крик (англ. Mill Creek).
- Равнина реки Канкаки[3] — самая большая вымытая часть, проходит вдоль реки Канкаки от Саут-Бенд до границы с Иллинойсом. Его ширина составляет от 24 км до 32 км, включая болото Канкаки и окружающие его песчаные и гравийные равнины[1].
- Долина Типпикано — равнина Ирокез. Следующей по величине единицей является река Типпекано[англ.] в округе Фултон. Она простирается на север в округ Старк около Оры[англ.]. Он простирается на юг и запад до города Монтиселло и через южные половины округа Джаспер, округа Ньютон и северного округа Уайт. Эта область осушена Монон-Крик (англ. Monon Creek) и рекой Ирокез[англ.][1].
- Марсельская морена — это нетипичная для региона узкая полоса возвышения, которая исчезает на востоке в озёрную песчаную равнину[1].
- Реки Сент-Джозеф, Каламазу[англ.] и Довагиак[англ.][4] — участок, расположенный в основном на юго-западе Мичигана, а часть находится в северной части Индианы к востоку от Саут-Бенд на реке Сент-Джозеф. Это была область дренажа трёх долин Лаврентийского ледника[1].

## Новая теория
Недавние исследования «Песчаных островов» Канкаки показывают, что песок того же типа и возраста, что и пески глубоко в дюнах вдоль озера Мичиган. По словам профессора Университета Валпарейзо Рона Янке (англ. Ron Janke), это будет означать, что дюны к югу от реки Канкаки образовались до морены Валпарейзо и в то время, когда современные теории считают, что северные участки Индианы всё ещё находились под ледяным покровом.